# 莱塞尔克苏帕萨旺
莱塞尔克苏帕萨旺（法語：Les Cerqueux-sous-Passavant，法語：[le sɛʁkø su pasavɑ̃] ⓘ，意为“帕萨旺下方的莱塞尔克”）是法国曼恩-卢瓦尔省的一个旧市镇，属于索米尔区。2016年1月1日，莱塞尔克苏帕萨旺和相邻的6个市镇合并为新市镇利斯-上莱永（Lys-Haut-Layon）。

## 地理
莱塞尔克苏帕萨旺（47°6'29"N, 0°27'57"W）面积23.24 平方千米，位于法国卢瓦尔河地区大区曼恩-卢瓦尔省，该省份为法国西部内陆省份，大致对应安茹地区，北起顺时针与马耶讷省、萨尔特省、安德尔-卢瓦尔省、维埃纳省、德塞夫勒省、旺代省、大西洋卢瓦尔省和伊勒-维莱讷省接壤。
与莱塞尔克苏帕萨旺接壤的市镇（或旧市镇、城区）包括：莱永河畔克莱雷、莱永河畔尼埃伊、圣保罗迪布瓦、利斯-上莱永、圣莫里斯-埃蒂松、维耶。
莱塞尔克苏帕萨旺的时区为UTC+01:00、UTC+02:00（夏令时）。

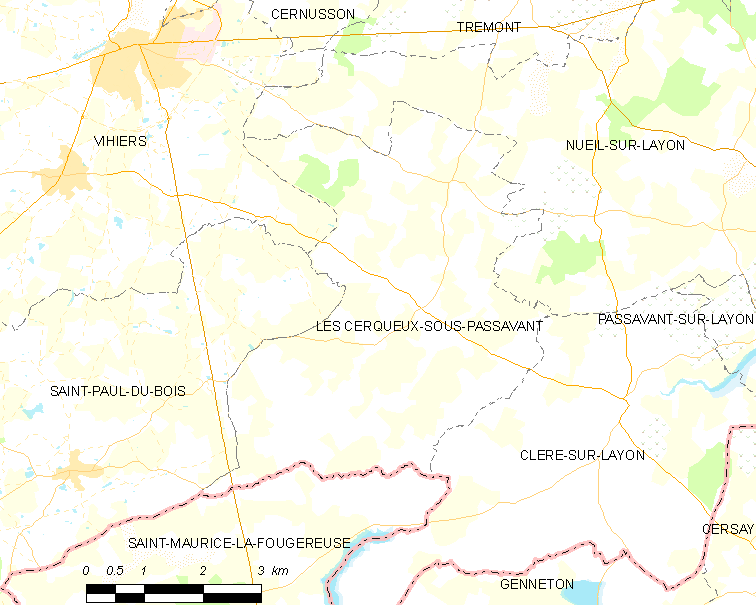
莱塞尔克苏帕萨旺的OSM定位图

## 行政
莱塞尔克苏帕萨旺的邮政编码为49310，INSEE市镇编码为49059。

## 政治
莱塞尔克苏帕萨旺所属的省级选区为绍莱第二县。

## 人口

1962-2008年间莱塞尔克苏帕萨旺人口变化图示

莱塞尔克苏帕萨旺于2018年1月1日时的人口数量为498人。